# Bylderup-Bov
Bylderup-Bov (tysk: Bülderup-Bau) er en by i Sønderjylland med 1.311 indbyggere  (2024), beliggende 15 km øst for Tønder, 12 km vest for Tinglev, 20 km sydøst for Løgumkloster og 25 km sydvest for Aabenraa. Byen hører til Aabenraa Kommune og ligger i Region Syddanmark.

## Sogn, kirker og bydele
Den gamle landsby Bylderup hører til Bylderup Sogn. Her ligger Bylderup Kirke, der er en senromansk kirke, hvis ældste dele er fra 1200-tallet. Den tidligere landsby Bov hører til Burkal Sogn. Burkal Kirke ligger 1½ km sydvest for Bov. Bylderup og Bov voksede sammen som stationsbyen Bylderup-Bov, der foruden bykernen har tre bydele: Bov sydvest for sognegrænsen, kirkelandsbyen Bylderup sydøst for Slogs Å og Lendemark nordvest for åen.

## Faciliteter
- Bylderup Skole har 237 elever, fordelt på 0.-9. klassetrin, og 36 ansatte. Den er også overbygningsskole for Ravsted skole.[3]
- Byen har det kommunale børnehus Blæksprutten og en tysk børnehave.
- Bylderup Idrætscenter har en hal til håndbold og indefodbold og en trekvart hal til gymnastik. De to haller kan også blive til 8 badmintonbaner, 1 tennisbane og en minitennisbane, 2 små basketballbaner eller 3 volleyballbaner. Centret har desuden et mødelokale til 50 personer.[4]
- Slogs Herreds Hus er et forsamlingshus, der kan lejes til private fester, men bestyrelsen arrangerer også højskoledage og fester. Huset er opført i 1910 og udvidet senere. Dets gamle sal rummer 125 personer, den ny sal rummer 150 personer og der er en lille sal til 25 personer samt 2 klublokaler til 30-40 personer.[5]
- Plejehjemmet Enggården blev indviet i 1976 og renoveret i 2005. Det har 37 plejeboliger, hvoraf 36 er to-værelses, og drives af Danske Diakonhjem.[6]
- Bylderup har købmandsforretning, pizzeria/grillbar og lægehus.

## Historie

### Jernbanen
Tønder-Tinglev-banen blev åbnet i 1867 og fik jernbanestation mellem Bylderup og Bov. Stationen lå i Burkal Sogn, så Bau skulle naturligvis indgå i stationsnavnet, men i Bylderup Sogn var der diskussion om det. Lendemark ville have navnet Lendemark-Bau, men det blev Bahnhof Bülderup-Bau fordi der var flere huse og indbyggere i Bylderup end i Lendemark. Øst for Bylderup-Bov Station krydsede banen Slogsådalen, hvor der var op til 7 m dyb mose. Jernbanebroen måtte piloteres med tykke 7 m lange rundstammer, og mosejorden skulle udskiftes med sand.
Stationen havde læssespor med læsserampe. I 1904 fik den krydsningsspor, som i 1908 blev udvidet til 600 m. I 1923 blev der etableret kvægfold, og i 1926 fik Bylderup-Bov og Omegns Eksportslagteri A/S et privat sidespor, som blev fjernet da slagteriet lukkede. C. Carstensens Korn og Foderstofforretning fik også anlagt et privat sidespor. Korn og Foderstoffirmaet Peder Pedersen på Mølleengen benyttede krydsningssporet.
Bylderup-Bov var den største mellemstation på strækningen Tønder-Tinglev og den eneste, som lyntoget standsede ved mens der i 1948-1965 kørte lyntog Tønder-Tinglev-København – lyntoget Sønderjyden blev delt i Tinglev, så en sektion kørte til Sønderborg og en kørte til Tønder.
Persontrafikken på banen blev nedlagt i 1971, men der blev kørt gods indtil 2002. Stationen var posthus og lager indtil stationsbygningen blev revet ned i 1998 efter en vandskade – kun varehuset er bevaret. Skinnerne ligger der endnu, og man har kunnet vandre på sporet, men det gror mere og mere til, især i retning mod Tinglev.

### Stationsbyen
Da stationen blev anlagt, var der i nærheden kun en landevejskro fra omkring 1845 og et hus fra omkring 1850, begge med landbrug. Carsten Carstensen købte i 1889 den gamle kro og startede grovvareforretning i dens ladebygninger. Grovvareforretningen blev flyttet i 1906. C. Carstensen A/S blev i 2002 overtaget af Sydvestjysk Andel. På det tidspunkt havde firmaet en omsætning på 75 mio. kroner og beskæftigede 12 mand. Kroen blev drevet videre indtil 1999, hvor orkanen ødelagde en del af bygningerne. Kroen blev revet ned omkring 2005, og torvet blev anlagt på en del af grunden.
Frem til 1890 blev der bygget 5 huse, bl.a. stationskroen, der lå over for læssesporet og havde brovægt, der kunne veje 2½ tons. Den kro blev revet ned omkring 1990.
Frem til 1900 blev der bygget 6 huse og virksomheder, bl.a. slagter- og sadelmagerforretning. I 1887 blev Bylderup-Bov og Omegns Andels Mejeri opført. Det blev i 1990 overtaget af Jensens Osteri og senere i 1990'erne af Arla, som lukkede det. Der blev opført et savværk, som dog ophørte under 1. verdenskrig.
I 1900-1914 blev der opført 17 ejendomme, de fleste med forretninger, bl.a. manufaktur og bageri. Men der var også boliger til embedsmænd: postmesterbolig og gendarmhus med stald til en hest.
Efter genforeningen i 1920 blev byen udbygget med nye boligkvarterer, især i 1960'erne og 1970'erne. Men udviklingen gik i stå i 1999, hvor Dane Beef lukkede slagteriet, hvorved 175 arbejdspladser forsvandt. Kort efter lukkede mejeriet med 25 arbejdspladser.

## Maskinfabrikken
Bylderup-Bov Maskinfabrik, grundlagt i 1991, konstruerer og opbygger automatisering, intern transport, håndteringsudstyr og specialmaskiner til industrien.